# Franz Delitzsch
Franz Delitzsch (Leipzig, 23 de febrero de 1813 – 4 de marzo de 1890) fue un teólogo, biblista y hebraista alemán.

## Primeros años
Era hijo de Johann Gottfried Delitzsch, pequeño comerciante, artesano y jornalero, y de Susanna Rosina. Fue el menor de tres hermanos y el único que sobrevivió a la infancia. Pudo asistir a la escuela y a la universidad gracias al patrocinio del anticuario judío Lewy Hirsch, quien se hizo cristiano y fue bautizado, posiblemente por Delitzsch.

## Vida profesional
Fue nombrado en 1844 profesor de Teología en la Universidad de Leipzig, entre 1844 y 1850 fue profesor de la Universidad de Rostock, luego por 16 años de la Universidad de Erlangen y desde 1867, otra vez en la Universidad de Leipzig, donde enseñó hasta su fallecimiento.
Escribió numerosos comentarios a los libros de la Biblia y a las Antigüedades Judías y sobre psicología bíblica, historia de la poesía judía y apologética cristiana. Es considerado como uno de los principales exegetas del Antiguo Testamento del siglo XIX y gran conocedor de la literatura rabínica, que unió la interpretación teológica con el rigor filológico.
Delitzsch colaboró con Johann Friedrich Karl Keil en una serie de libros de comentarios a la totalidad del Antiguo Testamento, el primero de los cuales apareció en 1861. Delitzsch fue el autor de los comentarios sobre Job, Salmos, Proverbios, Eclesiastés, Cantar de los Cantares e Isaías.
En el comentario sobre Eclesiastés expuso por qué Salomón no fue el autor del libro, cuyo hebreo está lleno de arameísmos y contiene préstamos de palabras persas, por lo que tuvo que ser escrito en la época persa o en la ptolemaica.
Según John Duncan, Delitzsch "se mantuvo firme en sostener la autoridad e inspiración divinas de todo el Antiguo Testamento, cuando todos parecían rendirse".

## Hebraísta
Experto en la lengua hebrea, la cultura y la religión judaica, Delitzsch defendió a la comunidad judía de los ataques antisemitas y tradujo en 1877 el Nuevo Testamento al hebreo. Como estudiante se interesó profundamente en la literatura hebrea postbíblica y sus comentarios bíblicos están llenos de citas de obras rabínicas y neohebraicas. En 1837 se elaboró un catálogo de los manuscritos hebreos y siríacos en el Leipzig Rathsbibliothek (publicado 1838).
En 1880 estableció el Instituto Judaico en Leipzig, para entrenar misioneros cristianos que irían a trabajar entre los judíos. A través de los estudios e investigaciones llevados a cabo en el Instituto, se las arregló para ganar el reconocimiento tanto de eruditos cristianos como judíos.
La traducción del Nuevo Testamento al hebreo de Delitzsch es aun considerada como la estándar. En su décima edición fue revisada por Arnold Ehrlich por insistencia del propio Delitzsch. Los misioneros cristianos han utilizado y utilizan esta traducción para difundir el Evangelio entre los judíos. Es de destacar que aunque la traducción fue hecha antes de revivirse el uso del hebreo en Israel, tiene un lenguaje que aun actualmente suena fresco y actual.

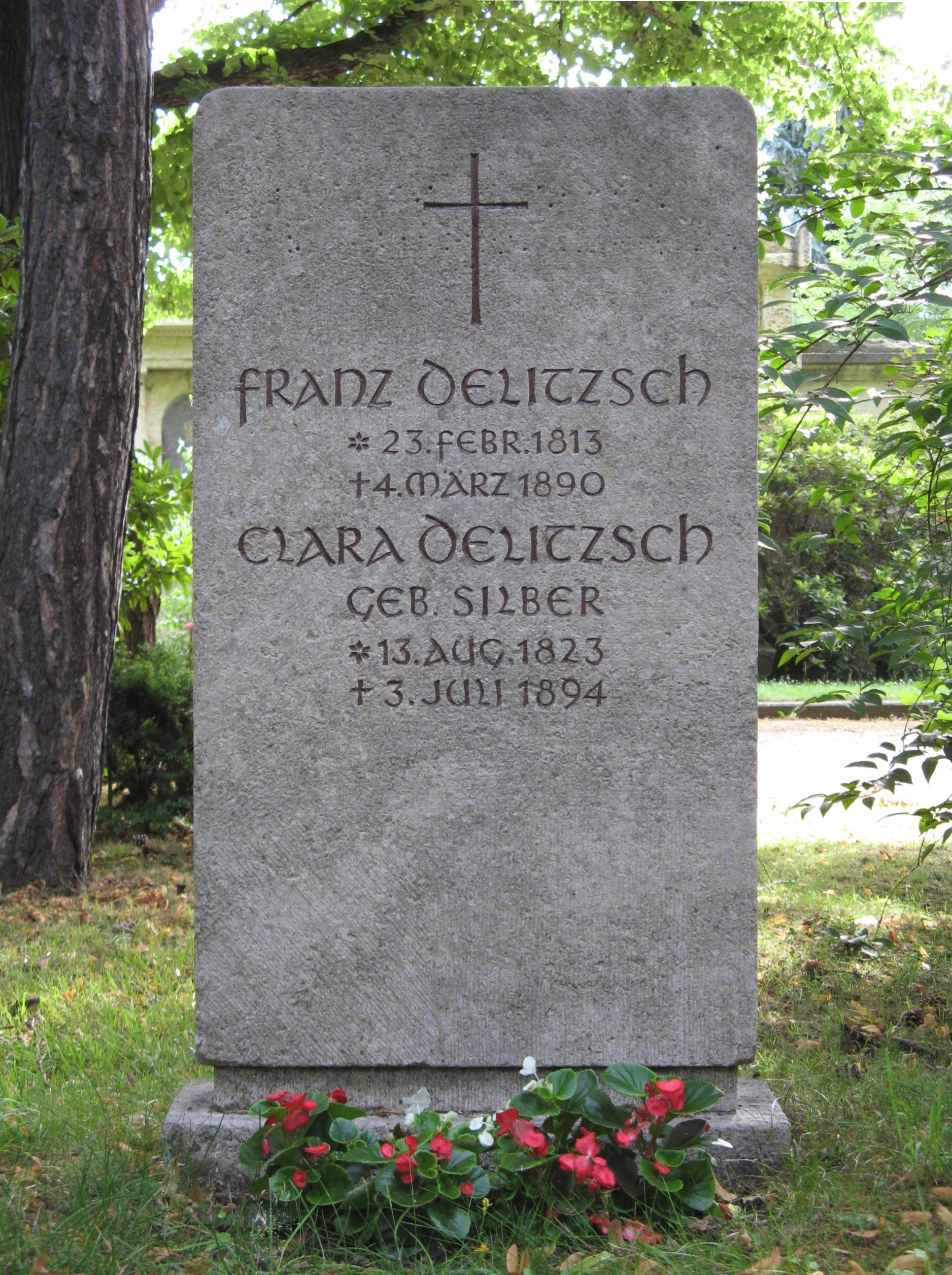
Tumba de Franz Delitzchy su esposa en Leipzig.

## Obra
- Handschriftliche Funde: Die Erasmischen Entstellungen des Textes der Apokalypse (Leipzig 1861)
- Hoheslied und Koheleth (Dörffling und Francke, Leipzig 1875)
- ברית חדשה (Berit Khadasha), Hebrew New Testament, Leipzig 1877
- Rohling's Talmudjude beleuchtet, Leipzig 1881
- Neuer Kommentar über die Genesis, mit einem Geleitwort von Prof.Dr. Siegfried Wagner, Gießen/Basel (Brunnen), 1999 (Nachdruck der Ausgabe Leipzig [Dörffling und Franke] 1887).
- Messianische Weissagungen in geschichtlicher Folge, con prólogo del Dr. Gerhard Maier, Gießen/Basel (Brunnen), 1992 (reimpresión de la primera edición Leipzig [Faber] 1890).
- Die Psalmen, Gießen/Basel (Brunnen), 2005 (Nachdruck der fünften, bearbeiteten Auflage Leipzig Dörffling und Franke 1894)
- System der biblischen Psychologie, (Leipzig: Dorffling & Franke, 1861); English Translation: A System of Biblical Psychology, (Edinburgh: T&T Clark, 1869); 2ª ed. (Grand Rapids: Baker Book House, 1966).